# Киселёв, Владимир Иванович (дипломат)
Влади́мир Ива́нович Киселёв (16 января 1935 — 12 апреля 2017, Москва, Российская Федерация) — советский и российский дипломат. Чрезвычайный и полномочный посланник 1 класса (1991). Чрезвычайный и полномочный посол СССР и Российской Федерации в Боливии (1991—1995).

## Биография
В 1957 году окончил Московский государственный университет им. М. В. Ломоносова, в 1997 году — Дипломатическую академию МИД СССР. Кандидат исторических наук, доцент.
После окончания МГУ находился на ответственной комсомольской и партийной работе на Украине. Затем занимал различные должности в Отделе стран Латинской Америки, Первом Латиноамериканском отделе МИД СССР, Латиноамериканском департаменте МИД РФ. В 1977—1984 и 1987—1991 годах являлся сотрудником Посольства СССР на Кубе.
С 18 марта 1991 по 31 января 1995 года — чрезвычайный и полномочный посол СССР, затем Российской Федерации в Боливии.
Был женат, трое детей.

## Награды и звания
- Медаль «В ознаменование 100-летия со дня рождения Владимира Ильича Ленина»
- Медаль «В память 850-летия Москвы»